# Haji Abdul Qadir
Haji Abdul Qadeer (en pastún: حاجی عبدالقدیر‎, Jalalabad c. 1951 – Kabul, 6 de julio de 2002)  fue un líder pastún y un miembro destacado de la Alianza del Norte y se opuso a los talibánes. Se desempeñó como jefe de Shura del este de Afganistán y más tarde Vicepresidente de Afganistán y ministro de Obras Públicas en la administración de Hamid Karzai hasta su asesinato el 6 de julio de 2002.
Qadeer pertenecía a la influyente etnia pastún y en particular a la familia Arsala de la provincia de Nangarhar . Su hermano era el líder antisoviético y de la Alianza del Norte Abdul Haq, que fue ejecutado a fines de 2001 por los talibanes. De 1992 a 1996, antes de que los talibanes llegaran al poder, Abdul Qadeer fue gobernador de la provincia de Nangahar.

## Biografía
Abdul Qadeer estuvo involucrado en la política afgana incluso antes de la invasión soviética de Afganistán en 1979. Cuando los soviéticos invadieron Afganistán, Qadeer luchó contra ellos como un comandante de resistencia clave con la facción Hezb-e Islami Khalis. Después de la retirada soviética en 1989 y la caída del régimen comunista afgano en 1992, Qadeer fue nombrado gobernador de la provincia de Nangarhar en el este de Afganistán.
El 27 de septiembre de 1996, los talibanes tomaron el poder en Kabul como parte de la Guerra civil afgana. Qadeer tuvo que huir de Nangarhar y entró en la vecina Pakistán. Sin embargo, debido a su oposición a los talibanes, pronto enfrentó problemas con las autoridades de Pakistán. Qadir luego se fue a Alemania. En los años siguientes se trasladó entre Alemania y Dubái donde había comenzado un negocio comercial.
En 1999, Qadeer regresó a Afganistán para servir a su pueblo y se unió a la resistencia por la unidad a todos los pueblos de Afganistán, como la única fuerza de resistencia contra el régimen talibán y sus aliados. El Frente Unido incluía fuerzas y líderes de diferentes orígenes políticos, así como de todas las etnias afganas, incluidos Pastúnes, Tayikos, Uzbekos, Hazaras o Turcomanos. Qadeer llegó a liderar la Shura Oriental del Frente Unido y aseguró la influencia de la alianza en el Pastunistán o el área pastún al este de Afganistán.
Desde el establecimiento del  Régimen Talibán en 1996 hasta noviembre de 2001, el Frente Unido controlaba aproximadamente el 30% de la población de Afganistán en provincias como Panjshīr, Badakhshan, Kāpīsā, Tahār y partes de Parwān, Kunar, Nūristān, Lagmán, Samangān, Kunduz, Ġawr y Bamiyán. Ahmad Shah Masud no tenía la intención de que el Frente Unido se convirtiera en el régimen gobernante de Afganistán. Su visión era que el Frente Unido ayudara a establecer un nuevo gobierno, donde los diversos grupos étnicos compartirían el poder y vivirían en paz a través de una forma democrática de gobierno.
Después de la caída del régimen talibán , Abdul Qadeer se unió a otros dos líderes, Hazrat Ali y Haji Mohammed Zaman, para dirigir la Shura Oriental. Después de la Conferencia de Bonn de 2001 sobre Afganistán, el presidente interino afgano Hamid Karzai nominó a Qadeer para ser uno de los Vicepresidente de Afganistán y ministro de Obras Públicas.
Se alegó que Abdul Qadeer había tenido conexiones con quienes participaban en el Comercio de adormidera de Afganistán.
El 6 de julio de 2002, Qadeer y su yerno fueron asesinados por hombres armados. En 2004, un hombre fue condenado a muerte y otros dos a penas de prisión por el asesinato.

## Vida personal
Qadeer pertenecía a la muy influyente Familia Arsala del este de Afganistán. La familia Arsala proviene de la provincia afgana de Nangarhar. Tenían lazos muy fuertes con el difunto rey afgano, Zahir Shah. Los afganos, en particular la gente de Nangarhar se refieren a él como el "Guerrero de Afganistán". Se sabe que logró muchas cosas en el momento de mayor poder, especialmente en Nangarhar, donde gobernó.
Abdul Qadeer es hijo de Zahir Qadir, un excomandante militar del Ejército Nacional Afgano, actualmente se desempeña como vicepresidente de la Cámara de Representantes afgana.